# Bad Grund (Harz)
Bad Grund (Harz) este un oraș din landul Saxonia Inferioară, Germania.

## Istoric
La 1 martie 2013, comunitățile membre ale Samtgemeinde Bad Grund (Harz) s-au alăturat împreună pentru a forma noua comunitate unificată Bad Grund (Harz).
De la fuziunea districtelor Osterode cu Harz și Göttingen la 1 noiembrie 2016 Bad Grund (Harz) aparține districtului Göttingen.

## Geografie

### Poziție geografică
Bad Grund este situat în Parcul Natural Harz, între Seesen în nord-nord-vest, Clausthal-Zellerfeld în est și Osterode pe Harz în sud. La nord se află pe Bundesstraße 242 din Hübichenstein și nord-nord-est de acest drum Iberg. Prin Bad Grund conduce Harz Försterstieg.

### Comunitățile învecinate
Municipalitatea Bad Grund este mărginită la nord de orașul Seesen (districtul Goslar), la sud de orașul Osterode am Harz (districtul Göttingen) și la vest de municipalitatea Kalefeld (cartierul Northeim). Alte granițe dețin municipalitatea cu cele două raze neregulate (raionul Goslar) în nord-vest și nord-est, precum și rasina (raionul Goettingen) în est.

## Religii
Biserica protestantă-luterană Sf. Antonie este situată în centrul orașului de munte Bad Grund am Markt, parohia aparținând parohiei din Clausthal-Zellerfeld. În clădirea construită din anii 1950 Taubenborn pe 12 iunie 1960, capela a fost Taubenborn (Am Rösteberg) consacrată.
Biserica catolică Sf. Barbara a fost construită în 1961/62 pe Danziger Straße. La parohie au fost incluse locurile Lautenthal și Wildemann. La 6 februarie 2010 a avut loc profanarea. Astăzi este cea mai apropiată biserică catolică din Badenhausen, la 8 kilometri distanță.
Noua Biserică Apostolică din 1926 din Hübichweg 12 a fost închisă în 2007. Clădirea bisericii a fost vândută și acum este folosită ca o clădire rezidențială. Cea mai apropiată biserică nouă apostolică este situată în Gittelde la nouă kilometri distanță.

## Economie și infrastructură

### Companie
Bad Grund a fost caracterizat în principal de mineritul de minereu. În 1992, a fost finalizată ultima mină de minereu, din care au fost exploatate șase milioane de tone de minereu și 2500 de tone de argint.
În Bad Grund, Zirbus Technology GmbH, cu aproximativ cincizeci de angajați, produce sterilizatoare, sisteme de liofilizare și containere pentru autoclav pentru sterilizarea instrumentelor și materialelor.

### Trafic
Prin drumul provincial 524, Bad Grund are acces la drumul federal 243 spre Osterode am Harz și spre drumul federal 242 către Clausthal-Zellerfeld și Seesen și astfel autostrada 7.
Bad Grund se poate ajunge cu transportul public. Până în 1971, trenurile s-au oprit aici și pe linia de cale ferată Gittelde-Bad Grund.
1. ↑  Alle politisch selbständigen Gemeinden mit ausgewählten Merkmalen am 31.12.2018 (4. Quartal) (în germană), Statistisches Bundesamt[*], arhivat din original la 10 martie 2019, accesat în 10 martie 2019